# Karl Adolph Gjellerup
(Motivazione del Premio Nobel)
Karl Adolph Gjellerup (Roholte, 2 giugno 1857 – Dresda, 13 ottobre 1919) è stato un poeta e scrittore danese.
Insieme al compatriota Henrik Pontoppidan, vinse il Premio Nobel per la Letteratura nel 1917. Membro del modernismo danese, è conosciuto anche con lo pseudonimo di Epigonos.

## Biografia
Gjellerup, figlio del vicario di Selandia, restò orfano di padre all'età di tre anni e venne adottato dallo zio materno Fibiger, pastore esercitante nella capitale danese. Grazie allo vasta cultura dello zio, Gjellerup si entusiasmò per i classici latini e greci, ma anche per la letteratura francese, tedesca, italiana, spagnola, russa, persiana e indiana, mentre invece si mostrò piuttosto freddo nei riguardi della letteratura e della situazione politica danese.
Si dedicò precocemente alla poesia e il suo primo scritto fu un poema epico avente come protagonista Sigfrido, indicativo della grande passione nei confronti della cultura germanica. Seguirono una serie di componimenti poetici e drammatici ispirati anche dal mondo classico e dalle letture persiane.
Si iscrisse, su consiglio dello zio, all'Università per studiare teologia, disciplina che gli consentì di approfondire anche la filosofia e la storia. Portò avanti gli studi nonostante la sua convinzione, espressa in una lettera allo zio, di essere «cristiano nella mente e pagano nel cuore».
Crebbe durante l'epoca del nazionalismo e dell'idealismo romantico. Negli anni '70 dell'Ottocento, in rottura con la sua educazione, abbracciò il movimento naturalista di Georg Brandes, scrivendo romanzi spregiudicati sul tema dell'amore libero e dell'ateismo. Con il primo romanzo, intitolato Un idealista, scritto appena portati a termine gli studi universitari, sotto lo pseudonimo di Epigonos, ottenne gli elogi di Brandes. Durante il periodo in cui Gjellerup frequentò gli ambienti radicali della capitale dedicò a Brandes sia il romanzo Antigonos (1880) sia la raccolta di liriche Rødtjorn ("Biancospino rosa").
Nel biennio 1883 e 1884 effettuò un lungo viaggio attraverso l'Europa, con soggiorni prolungati in Italia, Roma e Venezia soprattutto, in Grecia, in Turchia e in Russia. Frutto di questo suo pellegrinaggio furono due saggi, molti apprezzati in Patria, intitolati En klassisk Maaned ("Un mese classico") e Vandreaaret ("Anno di vagabondaggio"), incentrati sulle bellezze artistiche e naturali. Sempre in questo biennio compose uno dei suoi capolavori, il dramma in versi Brynhild ("Brunilde") (1884) influenzato dagli ideali classici e dal modello wagneriano, caratterizzato da uno stile virtuoso e da una lingua danese in grande spolvero.
Tornò poi a seguire la corrente neoromantica, sulla base delle sue origini, abbandonando nel 1885 il naturalismo per avvicinarsi all'estetismo simbolico diffusosi nei Paesi scandinavi negli ultimi decenni dell'Ottocento. 
Poco prima della partenza dalla Danimarca, lo scrittore raggiunse un buon successo nell'arte drammatica, grazie al dramma Wuthorn (1891), ambientato in Svizzera, ed incentrato sul problema della responsabilità nella colpa, della fatalità, e della espiazione.
Parte fondamentale della sua vita fu la sua passione per la cultura tedesca, probabilmente trasmessagli dalla moglie, tedesca di nascita. Nel 1892 si stabilì definitivamente in Germania, gesto che lo rese impopolare presso la maggior parte dei danesi, e che lo portò nel corso degli anni ad identificarsi sempre di più con il suo paese d'adozione, sino ad appoggiarlo apertamente nel corso della prima guerra mondiale. Nonostante questo, lo scrittore visse in Germania, ancor più che in Danimarca, in uno stato di isolamento culturale, interrotto dai contatti con Paul Heyse.
Le tragedie, di stampo wagneriano, mostrano il crescente interesse romantico dell'autore.
La sua opera più importante è il romanzo Germanernes Lærling (1882, Il Pupillo dei Teutoni), racconto semi-autobiografico della maturazione di un giovane che, da credente conformista, diventa un intellettuale ateo filotedesco. 
Altro importante romanzo è Møllen (1896, "Il Mulino"), melodramma sinistro sull'amore e la gelosia. È da sottolineare che se la prima versione era stata pubblicata in lingua tedesca, l'intero romanzo venne rielaborato una decina di anni dopo per la versione in lingua danese, con un cospicuo incremento di un quarto di pagine. Se il romanzo risultò naturalistico per la tecnica e la struttura, non mancarono elementi romantici, quali le assidue domande retoriche preannuncianti la catastrofe finale. Il mulino, protagonista del romanzo, appare sempre al centro dell'attenzione ogni volta che la scena passa da un idillio ad una tragedia.
Le opere degli ultimi anni sono profondamente influenzate dal buddhismo e dalla cultura orientale in genere, come ad esempio i due drammi leggendari Offerildene ("Fuochi sacrificali") del 1903 e Den fuldendte Hustru ("La moglie dell'uomo perfetto") del 1907.
In Danimarca il Nobel a Gjellerup suscitò scarso entusiasmo, poiché egli era ormai considerato un autore tedesco. D'altro canto, la neutralità della Svezia nel corso della Prima guerra mondiale non fece sorgere sospetti di parzialità sul fatto che il premio fosse stato assegnato in comune a due artisti. Anzi, il fatto dimostrò una certa vicinanza tra i due paesi nordici.
Oggi Gjellerup è ormai quasi sconosciuto in Danimarca. Molti dei suoi lavori vengono considerati poco originali e superficiali. Nonostante tutto, in generale si è guadagnato la fama di “onesto cercatore di verità”.